# Yoshi's Story
Yoshi's Story é um jogo eletrônico desenvolvido pela Nintendo EAD e publicado pela Nintendo para o Nintendo 64. Foi lançado no Japão em dezembro de 1997 e mundialmente no ano seguinte. Foi relançado no serviço Virtual Console do Wii em outubro de 2007, e para o Virtual Console do Wii U no início de 2016. Também foi relançado no Nintendo Switch Online + Pacote Adicional em outubro de 2021
Foi o primeiro jogo de plataforma da franquia Yoshi a não ser produzido nem dirigido por Shigeru Miyamoto, embora ele tenha contribuído com ideias de design. As musicas foi composta por Kazumi Totaka, que fez a voz de Yoshi no jogo. Sendo inspirado no jogo Yoshi's Island de Super Nintendo, ele continua dentro do gênero de plataforma com jogabilidade semelhante.
No entanto, Yoshi' Story é mais orientada o gênero de quebra-cabeças, com a maior parte dos desafios ligados à conquista de uma pontuação alta com múltiplas formas de concluir o jogo. Ocorrendo em um livro de histórias pop-up, o jogo apresenta gráficos 3D pré-renderizados vívidos, ilustrando mundos criados a partir de diferentes materiais, como papelão, tecidos, plástico e madeira.

## Jogabilidade
O jogador pode escolher entre dois modos de jogo diferentes no menu principal do jogo: "Story Mode" e "Trial Mode". Ao entrar em qualquer um dos modos, o jogador pode selecionar uma fase, descobrir qual fruta será a "Lucky Fruit" e escolher um Yoshi da cor desejada para jogar. O Modo de Teste não tem fases para jogar no início do jogo, pois eles precisam ser desbloqueados conforme o jogador vai completando o Modo História.
Em cada fase, o objetivo é fazer o Yoshi comer 30 frutas que estão espalhadas ao longo das fases. O elemento quebra-cabeça do jogo incentiva o jogador a aplicar estratégia para alcançar uma pontuação alta. Por exemplo, o jogador ganha mais pontos ao comer um tipo de fruta seguida, e ainda mais se a fruta for uma Fruta Favorita ou uma Fruta da Sorte ("Favorite Fruit e Lucky Fruit" respectivamente). Os melões dão mais pontos e cada nível tem exatamente 30 deles escondidos. Além disso, segredos valiosos estão escondidos em cada curso que contribuirão para a pontuação total.
Os mundos estão distribuídos em seis páginas, contendo quatro fases cada, sendo ordenados por dificuldade, e a escolha de qual curso jogar é feita individualmente para cada página. Embora a primeira página sempre exiba quatro cursos, as páginas seguintes serão inicialmente limitadas a apenas um curso. Para desbloquear os percursos restantes, o jogador deve procurar e coletar Corações Especiais. Cada fase tem três corações colecionáveis, e o número de corações coletados determina o número de fases adicionais que serão desbloqueados na próxima pagina.
As habilidades dos Yoshi's incluem correr, esquivar-se, pular, saltos bombas, pairar temporariamente e atirar ovos, os ovos não ricocheteiam mais nas paredes e no chão, e os Yoshi's não têm mais a opção de cuspir os inimigos, que se transformam em ovos assim que são engolidos. Uma mecânica que é exclusiva desse jogo é o farejar (sniff em inglês), nela o Yoshi pode farejar para encontrar alguns itens que estão escondidos no chão.

## Historia
Os Yoshis vivem em harmonia na Ilha de Yoshi, e sua fonte final de felicidade é fornecida pela Super Happy Tree. Baby Bowser fica com ciúmes de sua felicidade e rouba a Super Happy Tree., esmagando sua felicidade, e então realiza um feitiço para transformar toda a ilha em um livro ilustrado pop-up. Com isso, Seis Yoshi eclodem de seus ovos e aprendem tudo que o Baby Bowser fez de mal na ilha e com isso eles partem com a missão de recuperar a Super Happy Tree e assim salvar a ilha das mãos do Baby Bowser.
O jogo contem 24 fases (sendo 4 por mundo). A ideia do jogo e fazer o jogador re-jogar o jogo varias vezes para o jogador ir montando sua "própria historia dos Yoshi's", com isso somente 6 fazes podem ser jogador numa primeira jogatina, sendo as primeiras 4 fazes a escolha do jogador e o restante sendo determinada pela quantidade de Special Hearts que foram coletadas durante essas fases.

## Yoshi's e suas frutas favoritas
Ao todo são 8 Yoshi's jogáveis, sendo 6 disponíveis dentro do jogo e 2 desbloqueáveis ao longo do jogo, cada Yoshi tem sua fruta favorita, o melão é a fruta favorita de todos os Yoshi's.
| Yoshi's          | Fruta Favorita   | Como desbloqueia                                                                     |
| ---------------- | ---------------- | ------------------------------------------------------------------------------------ |
| Yoshi Verde      | Melancia e Melão | Já desbloqueado                                                                      |
| Yoshi Amarelo    | Banana e Melão   | Já desbloqueado                                                                      |
| Yoshi Azul-Claro | Uva e Melão      | Já desbloqueado                                                                      |
| Yoshi Azul       | Uva e Melão      | Já desbloqueado                                                                      |
| Yoshi Vermelho   | Maça e Melão     | Já desbloqueado                                                                      |
| Yoshi Rosa       | Maça e Melão     | Já desbloqueado                                                                      |
| Yoshi Branco     | Todas as Frutas  | Apos o jogador encontrar um White Giant Egg em The Tail Tower ou em Poochy & Nippy   |
| Yoshi Preto      | Todas as Frutas  | Apos o jogador encontrar um Black Giant Egg em Bone Dragon Pit ou em Torrential Maze |

### Totaka's Song
Kazumi Totaka foi o compositor das musicas e a pessoa que deu a voz para os Yoshi's no jogo, porem o compositor é cercado de uma curiosidade, uma musica secreta que esta em quase todos os jogos que ele esteve presente. Para acionar a musica, o jogador deve ir em "Trial Mode", selecionar o Yoshi e esperar por 2:10 segundos para escutar a musica.

### Demonstração técnica do Game Boy Advance
Quando a Nintendo revelou o Game Boy Advance para desenvolvedores dos EUA em 10 de abril de 2000, uma das demonstrações disponíveis foi uma Tech Demo derivada de Yoshi's Story. Foi desenvolvido especificamente para mostrar a capacidade gráfica do Game Boy Advance, apresentando uma demo de abertura e uma unica fase em looping. A abertura exibia uma ilha giratória pré-renderizada, semelhante ao formato de um Yoshi, aproveitando o recurso de rotação e zoom afim do sistema (semelhante ao Mode 7 do Super Nintendo) para renderizar uma paisagem marinha em perspectiva. O design dos níveis da demo foi baseado no tema de papelão colorido de Yoshi's Story. No entanto, a jogabilidade era diferente da versão original. Por exemplo, Yoshi não conseguia usar a língua; nem poderia atirar ovos, apesar de poder obtê-los. Capturas de tela da demo mostram a presença de Shy Guys gigantes, que foram projetados principalmente para demonstrar o avanço do sistema em relação ao limite de sprites de 10 pixels do Game Boy Color.
Apesar de a Nintendo ter publicado uma imagem promocional de um Game Boy Advance com a demo técnica em execução, ele nunca foi lançado como um jogo completo. A demonstração técnica foi recuperada e mostrou sua funcionalidade como um jogo. Os unicos jogos que foram lançados para o Game Boy Advance foram o Port do Super Mario World 2: Yoshi's Island (Sendo chamado de Yoshi's Island - Super Mario Advance 3) e o Yoshi Topsy-Turvy.

## Desenvolvimento e adiamentos
Originalmente, Yoshi's Island 64 (Nome beta do jogo) estava sendo planejado para o acessório Nintendo 64DD e assim como vários jogos que estavam sendo planejados para o acessório, foi transferido para cartucho após o fracasso do acessório no Japão. Foi desenvolvido pela equipe Yoshi's Island, dirigido por Hideki Konno e produzido por Takashi Tezuka. Com o primeiro video promocional do jogo sendo revelado no Nintendo Space World em novembro de 1996, Yoshi's Island 64 apresentou mundos exuberantes e coloridos de gráficos 3D pré-renderizados e animações poligonais, demonstrando também a capacidade do Nintendo 64 de rodar jogos 2D. Shigeru Miyamoto disse que o formato 2D era necessário para criar o estilo artístico dos gráficos que a equipe de desenvolvimento desejava. A Nintendo descreveu o jogo como " 2.5D ".
O título do jogo acabou sendo alterado para Yoshi's Story, sendo anunciado em agosto de 1997, com o lançamento de capturas de tela promocionais dos próximos jogos. Pouco depois, notou-se que o jogo estava recebendo uma expansão de memória, estendendo-se de 96 para 128 megabits. O jogo completo foi revelado no Nintendo Space World em novembro de 1997.
Com o lançamento inicial do jogo chegando ao Japão em 21 de dezembro de 1997, a Nintendo pretendia lançar Yoshi's Story na América do Norte na temporada de férias de 1997 porem foi adiado junto com a versão internacional 9 de fevereiro de 1998. Um funcionário da Nintendo disse que o atraso foi "baseado em nossa exigência de qualidade A-plus". Possivelmente se deu por causa das críticas da imprensa japonesa que diziam que o jogo era muito fácil e pouco gratificante. Com isso a Nintendo of America exigiu que o nível de dificuldade do jogo fosse aumentado. Com tempo extra para polir o jogo, diversas mudanças foram feitas no lançamento internacional, incluindo polimento gráfica; a adição de cercas brancas nas pistas de papelão; blocos de ovos com cores que combinam com o Yoshi em jogo; novos locais para alguns itens; um final ligeiramente diferente quando o jogador termina um percurso apenas com melões; e segredos adicionais, incluindo formações de moedas ocultas que formam letras. Além disso, a versão atualizada também adicionou um recurso de salvamento ao Modo História, permitindo ao jogador continuar o jogo a partir da última página alcançada.
Assim que o jogo foi concluído, a Nintendo despachou inicialmente 800.000 unidades do Japão para varejistas americanos. Os varejistas estavam preocupados com a possibilidade de escassez (como houve com GoldenEye 007), mas um funcionário da Nintendo prometeu que a remessa satisfaria a demanda. Embora Yoshi's Story tenha sido originalmente agendado para lançamento em 9 de março de 1998, foi adiado devido às tempestades do El Niño. Foi lançado no dia seguinte, 10 de março de 1998.

## Recepção
A Yoshi Story possui uma classificação de 65 no Metacritic.  a IGN deu nota 7/10, dizendo que o jogo é facilmente terminavel em um fim de semana, e que não deveria parar de jogar ate ver todos os mundos. a Gamespot de nota 5.3/10 dizendo que as mudanças feitas na versão americana não são suficientes para deixar o jogo bom.
No mundo todo, o jogo vendeu quase 3 milhões de unidades, sendo o 15.º jogo mais vendido do Nintendo 64.